# Явора (станція)
Яво́ра — проміжна залізнична станція Львівської дирекції Львівської залізниці на лінії Самбір — Чоп між станціями Бойківська (5 км) та Турка (6 км). Розташована на околиці однойменного села Явора Самбірського району Львівської області.

## Історія
Станція відкрита 24 серпня 1905 року у складі другої черги залізниці Самбір — Сянки від станції Стрілки до станції Сянки під такою ж назвою.
Електрифіковано станцію у 1968 році в складі дільниці Самбір — Чоп.

## Пасажирське сполучення
На станції зупиняються  приміські електропоїзди сполученням Львів — Сянки.